# Gilly (Vaud)
Gilly es una comuna suiza del cantón de Vaud, situada en el distrito de Nyon. Limita al norte con la comuna de Essertines-sur-Rolle, al este con Tartegnin, al sureste con Rolle, al sur con Bursinel, al oeste con Bursins, y al noroeste con Burtigny.
La comuna hizo parte hasta el 31 de diciembre de 2007 del distrito de Rolle, círculo de Gilly.